# Glyphicnemis osakensis
Glyphicnemis osakensis là một loài tò vò trong họ Ichneumonidae.